# Johann Koller (Komponist)

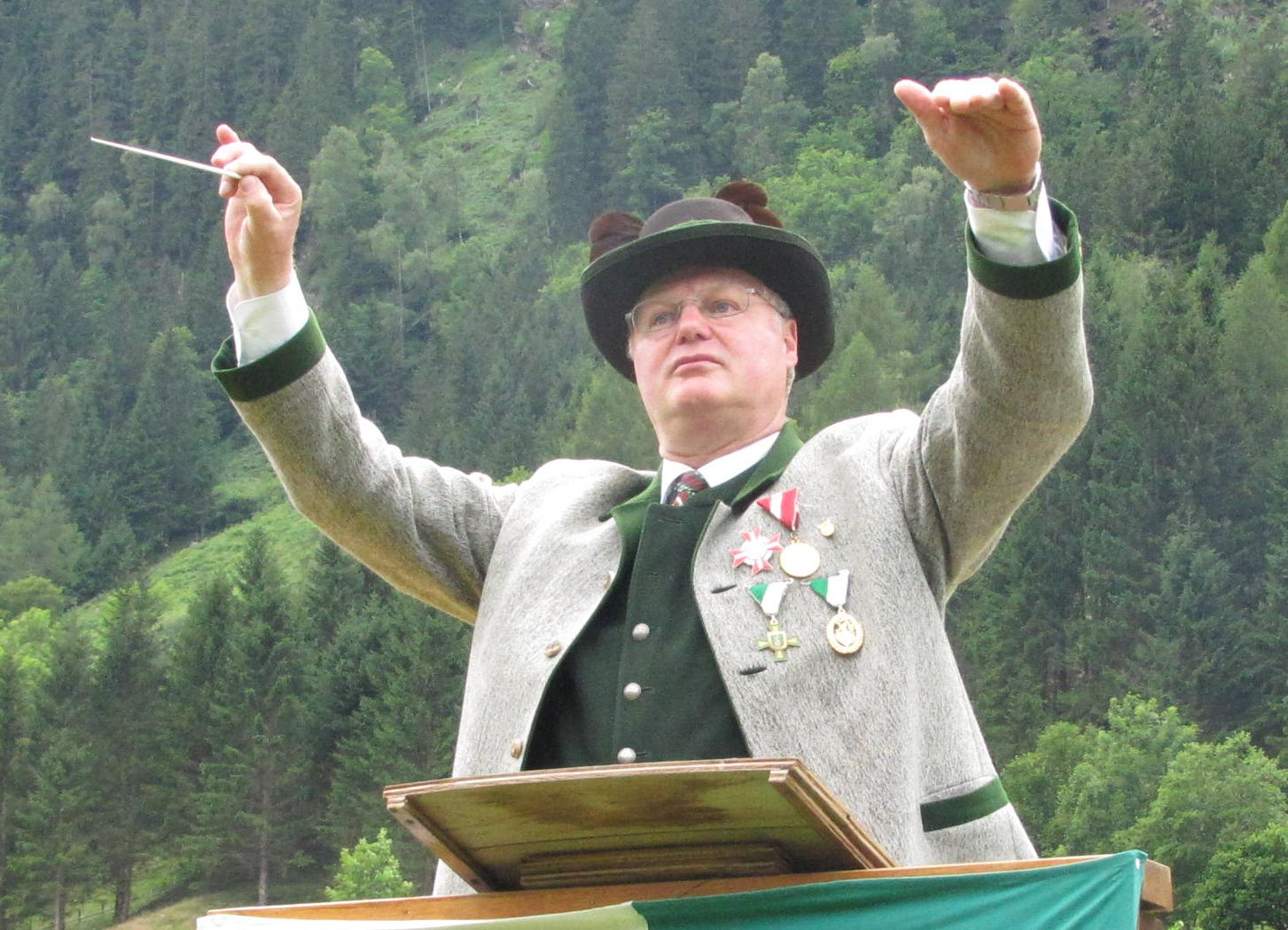
Johann Koller (2014)

Johann (Hans) Koller (* 17. Jänner 1955 in Assachberg; † 24. Dezember 2021 in Kleinsölk) war ein österreichischer Musiker und Komponist.

## Leben
Johann Koller kam mit der Heirat seiner Eltern Karl Koller und Huberta, geb. Kolb, nach Kleinsölk zum vulgo Waldnerwirt, wo er mit sechs jüngeren Schwestern aufwuchs. 1980 heiratete er die Hauptschullehrerin Roswitha Leitner. Aus dieser Ehe entstammen die drei Kinder Barbara, Beate und Almut (†).
Die Familie Koller war stets eine  musikalische Familie. Bereits als Kind sang und spielte Hans Koller Steirische Harmonika und Gitarre. Weitere Aneignung musikalischer Fertigkeiten an der Musikschule Gröbming, der Militärmusik Steiermark und an der Musikuniversität in Graz, sowie als Autodidakt und bei  Seminaren. Als Unterhaltungsmusiker in verschiedenen Musikgruppen hatte er Auftritte in mehreren Ländern Europas und den USA.
1972 übernahm er 17-jährig für 24 Jahre die Leitung des Kirchenchores und spielte die Orgel in der Pfarrkirche Kleinsölk, 1976 übernahm er für 32 Jahre die Funktion des Kapellmeisters des Musikvereines Kleinsölk. Seit 1991 war er Bezirkskapellmeister-Stellvertreter und seit 2000 Bezirkskapellmeister des Musikbezirkes Gröbming. Seit 2006 war er als Juror bei Konzertwertungsspielen für den Steirischen Blasmusikverband tätig.
1981 ging er als Gewinner des Kompositionswettbewerbes um die Kennmelodie der 27. Alpinen Skiweltmeisterschaften 1982 der FIS in Schladming und Haus hervor. 1995 gründete er einen eigenen Musikverlag und baute ein Tonstudio. Er arbeitete mit großem Erfolg als Komponist, Musiker, Produzent und Musikverleger. Von mehr als 300 Kompositionen und Arrangements für Gesang, Instrumentalmusik in verschiedenen Besetzungen und Blasorchester wurden mehrere auf CD veröffentlicht und in Rundfunk und Fernsehen präsentiert.
Neben einer Periode als Gemeinderat stellte sich Hans Koller über viele Jahre in unterschiedlichen Vereinen und Gremien ehrenamtlich zur Verfügung.

## Auszeichnungen
Für seine Leistungen im kulturellen und künstlerisch musikalischen Bereich erhielt er unter anderem folgende Auszeichnungen:
- Großer goldener Ehrenring der Heimatgemeinde Kleinsölk;
- Goldene Medaille für Verdienste um die Republik Österreich, verliehen von Bundespräsident Rudolf Kirchschläger;
- Verleihung des Berufstitels Professor durch den Bundespräsidenten  Heinz Fischer am 24. August 2009, überreicht von Bundesministerin  Claudia Schmied am 10. November 2009;
- Verdienstkreuz in Gold des Österreichischen Blasmusikverbandes;
- Verdienstkreuz in Gold mit Stern – die höchste Auszeichnung des Steirischen Blasmusikverbandes;
- Hohe Auszeichnungen verschiedener Vereine;

## Werke
(Auszug, Liste unvollständig):
- Blasmusik aus den Bergen, 2017, CD[2]